# 122 Batalion WOP
122 Batalion WOP – samodzielny pododdział Wojsk Ochrony Pogranicza.

## Formowanie i zmiany organizacyjne
Na podstawie rozkazu MBP nr 043/org z 3 czerwca 1950, na bazie 8 Brygady Ochrony Pogranicza, sformowano 12 Brygadę Wojsk Ochrony Pogranicza, a z dniem 1 stycznia 1951 chojeński 40 batalion przemianowano na 122 batalion WOP. W czasie kolejnej reorganizacji batalion przekazał swoją strażnicę Cedynia 121 batalionowi WOP
.
W 1956 9 Brygada przyjęła od 12 Brygady WOP w Szczecinie 121 batalion WOP Mieszkowice bez 54 strażnicy. Strażnica powróciła do 122 batalionu Chojna.
W styczniu 1968 przemianowano batalion Chojna na batalion rzeczny, a z końcem zmieniono mu etat. W 1974 przeformowano go z powrotem w batalion graniczny
W 1976, w związku z przejściem na dwuszczeblowy system dowodzenia, rozwiązano batalion. W jego miejsce zorganizowano sekcję zwiadu i kompanię odwodową. Strażnice podporządkowano bezpośrednio brygadzie. Pod koniec 1984 odtworzono batalion w Chojnie, jako batalion graniczny Pomorskiej Brygady WOP w Chojnie. Funkcjonował do 31 października 1989 i z dniem 1 listopada 1989 został rozformowany, a podległe strażnice weszły w podporządkowanie bezpośrednio dowódcy Pomorskiej Brygady WOP. Na bazie obiektów koszarowych, od 1 listopada 1989 zaczęła funkcjonować nowo utworzona Strażnica WOP Lądowa kadrowa w Chojne (na czas „P” kadrowa).

## Struktura organizacyjna
- dowództwo, sztab i pododdziały przysztabowe[6] – Chojna
- strażnica nr 54 – Cedynia
- strażnica nr 55 – Piasek
- strażnica nr 56 – Krajnik Dolny
- strażnica nr 57 – Widuchowa
- strażnica nr 58 – Gryfino

1 stycznia 1960 batalionowi WOP Chojna podlegały:
- 21 strażnica WOP III kategorii Gryfino
- 22 strażnica WOP III kategorii Widuchowa
- 23 strażnica WOP III kategorii Krajnik Górny
- 24 strażnica WOP III kategorii Piasek
- 25 strażnica WOP IV kategorii Cedynia
- 26 strażnica WOP IV kategorii Kostrzynek
- 27 strażnica WOP III kategorii Łysogórki
- 28 strażnica WOP III kategorii Czelin
- 29 strażnica WOP III kategorii Namyślin

Struktura batalionu i numeracja strażnic na dzień 1.01.1964.
- 13 strażnica WOP rzeczna I kategorii Gryfino
- przejście graniczne rzeczne Gryfino
- 14 strażnica WOP rzeczna I kategorii Widuchowa
- przejście graniczne rzeczne Widuchowa
- 15 strażnica WOP rzeczna I kategorii Krajnik Górny
- 16 strażnica WOP rzeczna I kategorii Piasek
- 17 strażnica WOP rzeczna I kategorii Cedynia
- 18 strażnica WOP rzeczna I kategorii Kostrzynek
- 19 strażnica WOP rzeczna I kategorii Łysogórki
- 20 strażnica WOP rzeczna I kategorii Czelin
- 21 strażnica WOP rzeczna I kategorii Namyślin

## Żołnierze batalionu
Dowódcy batalionu
- p.o. kpt. Leon Serdyński (?−1952)
- mjr Wacław Paterman (1952−1955)
- mjr Jerzy Jakubiak (1.04.1955−08.1958)[7][8]
- mjr Milan Stanisław (1958−1959)
- ppłk Gnach Jan (1959−1965)
- ppłk Jerzy Jakubiak (09.1965− 08.1969)[8]

Dowództwo batalionu w 1955:
- dowódca batalionu − mjr Jerzy Jakubiak
- zastępca dowódcy batalionu do spraw politycznych − por. Jan Jabłoński
- zastępca dowódcy batalionu do spraw specjalnych − por. Zenon Musiał
- szef sztabu batalionu − por. Zdzisław Krzysztyniak
- kwatermistrz − ppor. Jan Postułka.